# 2019-es spanyol labdarúgókupa-döntő
A 2019-es spanyol labdarúgókupa-döntő a 117. volt a Copa del Rey, azaz a spanyol labdarúgókupa történetében. A mérkőzést 2019. május 25-én rendezték Sevillában, a Benito Villamarín Stadionban. A találkozó két résztvevője a Barcelona és a Valencia volt.
A kupa győztese részvételi jogot nyert a 2019-es spanyol szuperkupáért vívandó mérkőzésre, illetve a kiírás szerint a kvalifikálta magát a 2019–2020-as Európa-liga sorozat selejtezőibe. Mivel mindkét csapat a következő évi Bajnokok Ligája sorozatba nyert részvételi jogot a bajnoki szereplése folytán, ez a jog automatikusan a bajnokság hetedik helyén végző csapatra szállt át.
A mérkőzést a Valencia nyerte, 2008 után először, összességében nyolcadszor elhódítva a kupát.

## Út a döntőbe
| Barcelona        | Barcelona   | Barcelona            | Forduló                      | Valencia       | Valencia    | Valencia             |
| ---------------- | ----------- | -------------------- | ---------------------------- | -------------- | ----------- | -------------------- |
| Ellenfél         | Végeredmény | Összesített eredmény |                              | Ellenfél       | Végeredmény | Összesített eredmény |
| Cultural Leonesa | 5–1         | 1–0; 4–1             | A legjobb 32 közé kerülésért | Ebro           | 3–1         | 2–1; 1–0             |
| Levante          | 4–2         | 1–2; 3–0             | A legjobb 16 közé kerülésért | Sporting Gijón | 4–2         | 1–2; 3–0             |
| Sevilla          | 6–3         | 0–2; 6–1             | Negyeddöntő                  | Getafe         | 3–2         | 0–1; 3–1             |
| Real Madrid      | 4–1         | 1–1; 3–0             | Elődöntő                     | Real Betis     | 3–2         | 2–2; 1–0             |

## A mérkőzés előzményei
A Barcelona 41. kupadöntőjében vett részt. A katalán csapat volt a sorozat címvédője, miután a 2018-as döntőben 5–0-ra legyőzte a Sevilla csapatát. Ez volt a klub egymást követő hatodik döntője, egyben sorozatban az ötödik kupagyőzelmüket ünnepelhették volna, amire korábban nem volt példa, a rekordot a Real Madriddal és az Athletic Bilbao csapatával tartja a katalán csapat, négy egymást követő kupagyőzelemmel.

## A mérkőzés
| 2019. május 25. 21:00 (CEST) |

| Barcelona | 1–2               | Valencia                |
| --------- | ----------------- | ----------------------- |
| Messi 73' | (0–2) Jegyzőkönyv | Gameiro 21' Rodrigo 33' |

| Benito Villamarín Stadion, Sevilla Játékvezető: Alberto Undiano Mallenco |

| Barcelona | Valencia |

| GK               | 13 | Jasper Cillessen  |     |     |
| RB               | 2  | Nélson Semedo     |     | 46' |
| CB               | 3  | Gerard Piqué      |     |     |
| CB               | 15 | Clément Lenglet   |     |     |
| LB               | 18 | Jordi Alba        |     |     |
| CM               | 8  | Arthur            |     | 46' |
| CM               | 5  | Sergio Busquets   | 61' |     |
| CM               | 4  | Ivan Rakitić      |     | 76' |
| RW               | 20 | Sergi Roberto     |     |     |
| CF               | 10 | Lionel Messi      |     |     |
| LW               | 7  | Philippe Coutinho |     |     |
| Cserék:          |    |                   |     |     |
| GK               | 30 | Iñaki Peña        |     |     |
| DF               | 23 | Samuel Umtiti     |     |     |
| DF               | 24 | Thomas Vermaelen  |     |     |
| MF               | 14 | Malcom            |     | 46' |
| MF               | 21 | Carles Aleñá      |     | 76' |
| MF               | 22 | Arturo Vidal      | 89' | 46' |
| MF               | 43 | Carles Pérez      |     |     |
| Vezetőedző:      |    |                   |     |     |
| Ernesto Valverde |    |                   |     |     |

| GK          | 1  | Jaume Doménech     |     |     |
| RB          | 18 | Daniel Wass        |     |     |
| CB          | 24 | Ezequiel Garay     |     |     |
| CB          | 5  | Gabriel            |     |     |
| LB          | 14 | José Gayà          | 53' |     |
| RM          | 8  | Carlos Soler       |     |     |
| CM          | 10 | Daniel Parejo      |     | 65' |
| CM          | 17 | Francis Coquelin   |     |     |
| LM          | 7  | Gonçalo Guedes     |     |     |
| CF          | 19 | Rodrigo            |     | 88' |
| CF          | 9  | Kevin Gameiro      |     | 72' |
| Cserék:     |    |                    |     |     |
| GK          | 13 | Neto               |     |     |
| DF          | 12 | Mouctar Diakhaby   |     | 88' |
| DF          | 15 | Toni Lato          |     |     |
| DF          | 21 | Cristiano Piccini  |     | 72' |
| MF          | 6  | Geoffrey Kondogbia | 70' | 65' |
| MF          | 20 | Ferrán Torres      |     |     |
| FW          | 22 | Santi Mina         |     |     |
| Vezetőedző: |    |                    |     |     |
| Marcelino   |    |                    |     |     |